# Джеймс Джойс
Джеймс Августин Алоїзій Джойс (англ. James Augustine Aloysius Joyce, ірл. Séamas Seoige; 2 лютого 1882 — 13 січня 1941) — ірландський письменник, якого вважають одним з найвпливовіших письменників двадцятого століття. Він здобув загальне визнання перш за все завдяки своєму монументальному романові «Улісс» (1922). Крім того, його перу належать такі книги, як збірка оповідань «Дублінці» (1914), психолого-автобіографічне есе «Джакомо Джойс» (1914), напівавтобіографічний роман «Портрет митця замолоду» (1916), а також найбільш загадковий та багатоплановий його твір — «Поминки за Фіннеганом» (1939).

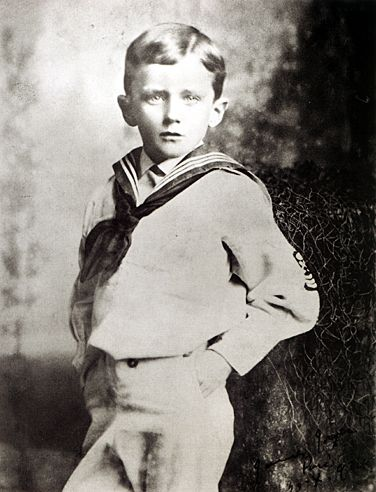
Джеймс у віці 6 років

Хоча Джойс більшу частину дорослого життя прожив за межами батьківщини, його твори просякнуто темою Ірландії: всі події відбуваються в Ірландії та більшість сюжетів пов'язана з нею. Центр світу, створеного Джойсом, перебуває в Дубліні та відображає його сімейне життя, події й друзів (і ворогів) ще зі шкільних років. Саме через це Джеймс Джойс став одним із найкосмополітичніших і водночас найлокальніших модерністів, які писали англійською.

## Життя і творчість

### Дублін, 1882—1904
Джеймс Августин Алоїзій Джойс народився 2 лютого 1882 року у Дублінському передмісті Ратгар у католицькій сім'ї. Він був найстаршим з 10 дітей, що вижили; двоє з його братів і сестер померли від тифу. По батькові його сім'я походила з міста Фермой, що у графстві Корк. У 1887 році його батька, Джона Станіслауса Джойса (англ. John Stanislaus Joyce), було призначено податковим інспектором у Дубліні, і сім'я переїхала до престижного містечка Брей, що в 12 милях (19 км) від Дубліна. Приблизно у цей час на маленького Джеймса напав собака, що виклиало фобію собак, яка залишилася на все життя. Також він боявся грому, що його тітка трактувала як ознаку Божого гніву.
У 1891 році Джойс написав вірша «І ти, Гілі» («Et Tu Healy») на смерть Стюарта Чарльза Парнелла, політичного лідера Ірландії. Старший Джойс надрукував вірш і навіть відіслав одну копію до бібліотеки Ватикану. У листопаді того ж року Джон Джойс був оголошений банкрутом і звільнений з посади. У 1893 йому призначили пенсію. Це послужило поштовхом до скочування сім'ї у бідність, в першу чергу через пияцтво батька та нездатність ефективно розпоряджатися грошима.
Початкову освіту Джеймс Джойс отримав у Єзуїтському коледжі Клонгоуз Вуд — школі-інтернаті, до якого він потрапив у 1888 році, проте змушений був залишити у 1892, коли його батько більше не міг оплачувати навчання. Деякий час Джойс навчався вдома, і деякий час провчився у школі О'Коннела, що у Дубліні. У 1893 році його зарахували до коледжу Бельведер, що належав Єзуїтам, сподіваючись, що у нього виявиться покликання і він приєднається до ордену. Все ж Джойс відійшов від католицизму у віці 16 років, хоча філософія Томи Аквінського матиме вплив на нього протягом всього подальшого життя.

Фотографія Джеймса Джойса зроблена приятелем, студентом Університету Коледжу Дубліна (University College Dublin — National University of Ireland, Dublin) К. П. Кереном (Constantine P. Curran) влітку 1904. Коли згодом у Джойса запитали про що він думав в той момент, він відповів: «Я міркував, чи він позичить мені п'ять шилінгів» (за даними біографа Ричарда Елмана.

У 1898 році він вступив до щойно створеного Дублінського університетського коледжу, де зайнявся вивченням сучасних мов, зокрема англійської, французької та італійської. Також у цей час він активно фігурував у театральних та літературних колах міста. Його рецензія на книгу «Нова драма» Генріка Ібсена була опублікована у 1900 році й у відповідь сам Ібсен надіслав авторові листа з подякою. У цей період Джойс написав кілька інших статей і принаймні дві п'єси, які, на жаль, не збереглися до тепер. Багато хто з його друзів з Дублінського університетського коледжу фігуруватимуть пізніше як персонажі його творів. Він був також активним учасником літературно-історичного товариства у коледжі, де у 1900 році виступив із доповіддю на тему «Драма і життя».
Після завершення коледжу, у 1903 році Джойс поїхав до Парижа «вивчати медицину», хоча насправді там він розтринькував гроші, які дала йому сім'я. Через кілька місяців перебування там він змушений був повернутися до Ірландії, оскільки його матері діагностували рак. Переживаючи за відсутність релігійних почуттів у сина, його мати безрезультатно намагалася переконати його прийняти сповідь та причастя. 13 серпня вона померла, і Джойс відмовився стати на коліна та помолитися за неї разом з сім'єю. Після смерті матері він продовжував пиячити та влазити в борги. Він змушений був заробляти вчителюванням, написанням рецензій на книги та співами (у нього був чудовий тенор).
7 січня 1904 року він намагався опублікувати «Портрет художника», — есе про естетику, проте воно було відхилене журналом. Він вирішив переписати цей твір і перетворити його на роман «Стівен Герой». Цього ж року він зустрів Нору Барнакл, молоду жінку з міста Голвей, яка працювала покоївкою у готелі Фінна у Дубліні. 16 червня 1904 року у них було перше побачення, і ця дата увійшла в історію також як день, коли відбуваються події роману «Улісс».
Джойс залишився у Дубліні, продовжуючи пиячити. Після однієї пиятики, що супроводжувалася бійкою, Джойса підібрав на вулиці далекий знайомий його батька Альфред Гантер, який привів його до себе додому, де надав першу медичну допомогу. Гантер був чоловіком єврейського походження, і за чутками, мав зрадливу дружину. Саме він став одним з основних прототипів Леопольда Блума в «Уліссі». Джойс також товаришував з Олівером Сен-Джон Гогарті, який став моделлю для персонажа Бака Маллігана в «Уліссі». Одного разу, після того, як Джойс прожив шість днів у башті Мартелло, що належала Маллігану, між ними відбулася сварка, під час якої Малліган стріляв із пістолета у посуд, що висів над ліжком Джойса. Він втік звідти посеред ночі та пішки добрався до Дубліна, і наступного дня попросив товариша забрати свої речі із башти. Незабаром Джойс із Норою виїхав до Європи.

### 1904—1920: Трієст і Цюрих
Джойс і Нора рушили до Цюриха, де він знайшов собі роботу викладача англійської мови у школі іноземних мов Берліца. Проте там виявилося, що його англійському агентові дали неправдиву інформацію стосовно роботи, і директор школи направив його до Трієста (який на той час був у Австро-Угорщині, а зараз є частиною Італії). Знову ж таки там йому не знайшлося роботи, але з допомогою директора школи іноземних мов у Трієсті Альмідано Артіфоні, він нарешті влаштувався на вчительську роботу у Пулі, що тоді була частиною Австро-Угорщини, а зараз знаходиться у Хорватії. Він викладав англійську мову переважно морським офіцерам австро-угорської армії з жовтня 1904 до березня 1905 року, поки австрійська влада, виявивши шпигунську мережу у місті, не вигнала звідти усіх чужоземців. З допомогою того ж таки Артіфоні, Джойс перебрався назад до Трієста, де продовжив викладати мову. У Трієсті він майже постійно жив 10 років.
Того ж року Нора народила першу дитину, Джорджа. Джойс вмовив свого брата Станіслава приєднатись до нього у Трієсті, де на нього чекало місце вчителя у школі. Приводом для переїзду було нібито те, що Джеймс хотів братової компанії та запропонувати йому набагато цікавіше життя, ніж той вів до того, працюючи чиновником у Дубліні, хоча насправді Джойс хотів збільшити скупі прибутки своєї сім'ї заробітками брата. У Трієсті у них з братом були досить напружені стосунки спричинені марнотратством Джойса та його пристрастю до алкоголю.
Через хронічну пристрасть до подорожей, Джойсу швидко набридло життя у Трієсті та він переїхав до Рима у 1906 році, де влаштувався на роботу у банку. Проте Рим викликав у нього відразу і на початку 1907 року він повернувся до Трієста. Його донька Люсія народилась там улітку того ж року.
Джойс повернувся до Дубліна улітку 1909 року разом з Джорджем для того, щоб відвідати батька та опублікувати збірку оповідань «Дублінці». Він також відвідав сім'ю Нори у Голуеї, це була перша їх зустріч, і вона, на щастя, пройшла вдало. Готуючись до повернення до Трієста, він вирішив взяти з собою свою сестру Еву для того, щоб та допомагала Норі доглядати за домом. У Трієсті він провів лише місяць і знову поїхав до Дубліну як представник власників кінотеатрів, з метою відкриття там кінотеатру. До Трієста він повернувся у січні 1910 року, прихопивши з собою іншу сестру, Ейлін. Ева повернулась додому через кілька років, оскільки тужила за батьківщиною, в той час, як Ейлін усе життя прожила на континенті, одружившись із працівником банку Франтішеком Шауреком, чехом за походженням.
У 1912 році Джойс на деякий час знову приїхав до Дубліна для розв'язання багаторічної суперечки стосовно публікації «Дублінців» зі своїм видавцем Джорджем Робертсом. Це була його остання подорож до Ірландії, і він ніколи там більше не побував, незважаючи на прохання батька та запрошення колеги по перу, ірландського письменника Вільяма Батлера Єйтса.
Одним з його студентів у Трієсті був Етторе Шмітц, відомий під псевдонімом Італо Звево. Вони познайомились у 1907 році, стали близькими приятелями та критиками творчості одне одного. Шмітц був євреєм, і саме він став моделлю для Леопольда Блума — майже усю інформацію стосовно юдаїзму, яка є у романі, Джойс отримав від Шмітца. У Трієсті у Джойса вперше почались проблеми із зором, які переслідували його до кінця життя і спричинили десятки хірургічних операцій.
У 1915 році, коли Джойс виїхав до Цюриха побоюючись переслідувань за своє Британське підданство у часи Першої Світової Війни, там він познайомився із Френком Бадгеном, людиною, яка стала його найбільш впливовим та надійним товаришем на довгі роки. Джойс постійно радився із ним під час написання «Улісса» та «Поминок за Фіннеганом». Також, у Цюриху Езра Паунд представив його англійському видавцеві та феміністці Гаррієт Шоу Вівер, яка стала меценатом та покровителем Джойса, і протягом наступних двадцяти п'яти років дав йому тисячі фунтів лише для того, щоб він міг покинути вчителювання і зосередитись на кар'єрі письменника. Після закінчення війни Джойс на короткий час повернувся до Трієста, але не залишився там через зміни, які спіткали місто унаслідок війни, а також через напружені стосунки із братом, який провів більшість війни у таборі для інтернованих. Натомість він, на запрошення Езри Паунда, у 1920 році поїхав до Парижа, де планував пробути лише тиждень, але прожив наступних двадцять років.
У Парижі у 20-ті роки Джойс зустрівся з Ернестом Хемінгуеєм, останній описав ці події у своїх мемуарах «Свято, яке завжди з тобою» (англ. A Moveable Feast).
Похований на кладовищі Флунтерн.

## Вплив
Джойс значною мірою вплинув на світову культуру. Він і в наш час залишається одним з найбільш популярних англомовних прозаїків. У 1998 році видавництво Modern Library (англ.) склало список «100 кращих романів Новітньої бібліотеки», в який потрапили всі три романи Джеймса Джойса: «Улісс» (номер 1 в списку), «Портрет митця замолоду» (номер 3) і «Поминки за Фіннеганом» (номер 77). У 1999 році журнал «Time» включив письменника в список «100 героїв і кумирів XX століття», сказавши, що Джойс здійснив цілу революцію. Улісс був названий «демонстрацією і підбиттям підсумку під всім сучасним рухом модернізму».
Вплив Джойса вийшов за рамки літератури. Фраза-крик «Three Quarks for Muster Mark» (зазвичай перекладається як «Три кварка для Майстра [Мюстера] Марка!») З роману «Поминки за Фіннеганом» вважається джерелом для виникнення фізичного терміна кварк, запропонованого в 1963 році Мюрреєм Гелл-Маном.

## Основні твори
- «Епіфанії» (Epiphanies) 1901—1903

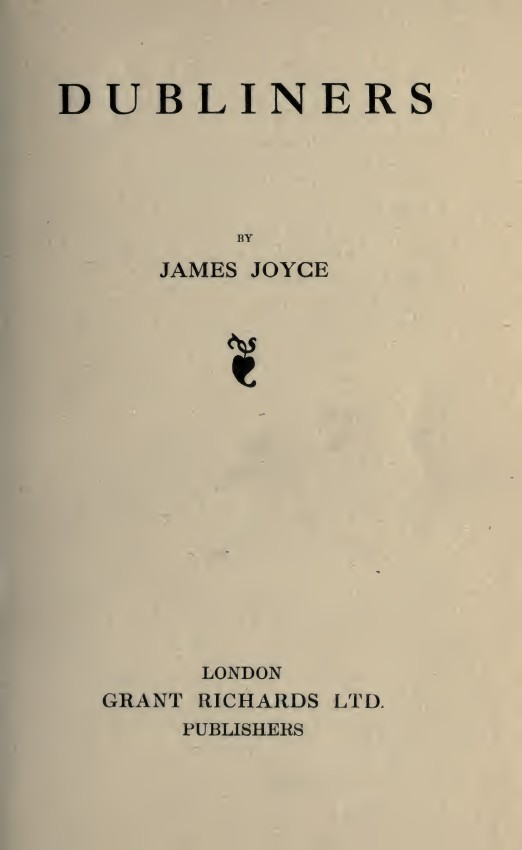
«Дублінці» (Dubliners, 1914)

- «Камерна музика» (Chamber Music) 1902—1906
- «Портрет художника» (A Portret of the Artist) 7 січня 1904.
- «Свята контора» (The Holy Office) 1904
- «Дублінці» (Dubliners) 1904—1914
- «Газ із пальника» (Gas From A Burner) 1912, вересень
- «Джакомо Джойс» (Giacomo Joyce) 1911—1914
- «Герой Стівен» (Stephen Hero) [пізніше перероблений в роман «Портрет художника в юності»]
- «Портрет митця замолоду» (A Portrait of the Artist As a Young Man) 1907—1914
- «Вигнанці» (Exiles) 1914—1915
- «Улісс» (Ulysses) 1914—1921
- «Пенні за штуку[en]» (Pomes Penyeach) 1927
- «Це, дитя» (Ecce Puer) 1932
- «Поминки за Фіннеганом» (Finnegans Wake) 1922—1939
- Листи (Letters of James Joyce) [основна публікація за редакцією Стюарта Ґілберта 1957]

### Дублінці
Спочатку Джойс хотів назвати збірку «Улісс у Дубліні», але потім відмовився від цієї ідеї. Його рання збірка коротких оповідань, «Дублінці», є глибоким аналізом стагнації і паралічу суспільства Дубліна. Заключним і найвідомішим оповіданням збірки є «Мертві» (англ. The Dead). За мотивами цього оповідання Джон Х'юстон зняв однойменний фільм у 1987 році, який став його останнім фільмом.

### Портрет митця замолоду
«Портрет митця замолоду» — це майже повністю переписаний роман «Герой Стівен» (Герой Стівен). Джойс спробував спалити рукопис роману у нападі люті під час сварки з Норою, однак, до його подальшої втіхи, фрагменти твору були врятовані його сестрою. Деякі з напрацювань цього рукопису увійшли у «Портрет митця замолоду» майже без змін, хоча манера розповіді пізнішого роману кардинально відрізняється від раннього рукопису. «Портрет митця замолоду» є значною мірою автобіографічним романом, який зображує дитинство і юність героя Стівена Дедалуса (англ. Stephen Dedalus) і його поступове зростання в художній самосвідомості. Деякі методи, які Джойс часто використовував в пізніших роботах: «потік свідомості», «внутрішній монолог» і посилання на психічну реальність персонажа, а не на зовнішній антураж, використовуються протягом всього цього роману. 1977 року роман був екранізований Джозефом Стріком (англ. Joseph Strick). У головних ролях фільму знялися Люк Джонстон, Боско Хоган, Т. П. Маккенна і Джон Гілгуд.

### Улісс
Коли Джеймс Джойс закінчував роботу над «Дублінцями» в 1906 році, він задумав написати ще одну історію про єврейського рекламного агента Леопольда Блума під назвою «Улісс». Хоча він і не розвинув далі цю ідею в той час, в 1914 році він врешті почав роботу над романом під задуманою назвою і з запланованим основним задумом. Роман був завершений в жовтні 1921 року. Ще три місяці були присвячені роботі над доопрацюванням книги, перш ніж Джойс завершив роботу незадовго до свого 40-річчя 2 лютого 1922 р.).
Завдяки Езрі Паунду, в 1918 році розпочалася серійна публікація роману в журналі «Літтл Рев'ю» (англ. The Little Review). Цей журнал виходив під редакцією Маргарет Андерсон (англ. Margaret Anderson) і Джейн Гіп (англ. Jane Heap), за підтримки Джона Квінна (англ. John Quinn), Нью-Йоркського юриста, що виявляв інтерес до сучасної експериментальної літератури та мистецтва. На жаль, ця публікація наткнулася на цензуру в Сполучених Штатах, видання роману було зупинене в 1920 році, коли редакторів було засуджено за публікацію непристойностей. Роман не був опублікований в Сполучених Штатах аж до 1933 року.
Почасти через цю розбіжність, Джойсу було важко знайти видавця, який би погодився видати книгу. Але вона все ж була опублікована в 1922 році Сільвією Біч за підтримки її відомого книжкового магазину «Шекспір і Компанія» (англ. Shakespeare and Company) на Лівому Березі. Англійськомовну версію роман опублікував в тому ж році покровитель Джойса Гаррієт Шоу Вівер. Але її й надалі не дозволила до обігу в країні влада США, і 500 примірників, які були відправлені до Сполучених Штатів, були вилучені й, можливо, знищені. Наступного року, Джон Родкер намагався провезти ще один тираж у 500 примірників на заміну раніше вилученому, але книги були спалені на англійській митниці у Фолкстоні. Ще одним наслідком неоднозначного правового статусу роману як забороненої книги, було те, що з'явилися «контрабандні» версії, в першу чергу численні піратські версії від видавця Семюела Рота. У 1928 році була отримана судова заборона проти публікації Рота, і вони перестали виходити.

### Пенні за штуку
Збірка з тринадцяти коротких віршів Джеймса Джойса писалась протягом 20 років і вперше була опублікована 1927 року в "Шекспір і Компанія". Назва є грою зі словами «вірші» та pommes (французьке слово для позначення яблук), які пропонуються «по пенні» в обох валютах. Попри брак належної уваги першому виданню, ця книжечка (яка містить менше 1000 слів) з часом стала помітним літературним явищем, а окремі вірші (зокрема «Тіллі», «Квітка, подарована моїй дочці», «На пляжі біля Фонтани» та «Bahnhofstrasse») публікуються у антологіях і досі.

### Листи
Листи Джеймса Джойса є епістолярною спадщиною письменника, яка розкриває певні факти його біографії, риси творчості, світоглядні позиції та значною мірою сприяє розумінню його творів. Одне із основних видань листування літератора підготовлено та відредаговано його другом, перекладачем та коментатором «Улісса» Стюартом Ґілбертом. 

Вибрані листи Джеймса Джойса (1975)

Також відомим є тритомне видання під назвою «Листи Джеймса Джойса (1957-1966)», де редакторами виступили Стюарт Ґілберт та Річард Еллман. 
Джойс листується із Сільвією Біч, Беннетом Серфом, Бенджаміном Коннером, Бенджаміном Гьюбшем, Шейном Леслі, Віндемом Льюїсом, Мірсін Мошос, Норою Джойс, Люсією Джойс, Герієт Шов Вівер, Джоном Джойсом, Станіслаусом Джойсом, Вільямом Батлером Єйтсом, Дж. Муром, Е. Павндом, Томасом Стернзом Еліотом та іншими. На думку авторів The Atlantic Monthly в листах Джойса спостерігається майстерність письменника у коригуванні їх тону, а не лише їх змісту, в залежності від особистості кореспондентів. Веселі, розмовні листи до його друга Френка Баджена та інформативні, химерні, трохи поблажливі листи до Міс Вівер створюють цікавий контраст .

## Цікаві факти
- 16 червня в історії світової літератури — дата непроста. Саме у цей день відбувається дія роману, який став найвпливовішим твором XX століття — роману Джеймса Джойса «Улісс». Саме 16 червня 1904 року Джойс та Бекет, після неабиякої пиятики, пройшлися дублінським маршрутом Блума — головного героя «Улісса».[7] Нині 16 червня у світі відзначають Блумсдей.

- Книги з першого тиражу роману «Улісс» є найдорожчим друкарським виданням XX століття. Ціна на них починалася від 100 тисяч фунтів стерлінгів (175 тисяч доларів)[8]. Перше видання «Улісса» було видрукуване в Парижі в 1922 році. Його тираж склав усього тисячу екземплярів. Сто з них Джойс підписав власноручно. У 2004 році один з паризьких томів з автографом письменника був проданий на аукціоні Sotheby's в Нью-Йорку за 288 тисяч доларів (160 тисяч фунтів).[9]

- Роман «Улісс» був визнаний як № 1 у списку 100 найкращих романів XX століття англійською мовою за версією видавництва Modern Library[10]

- 5418 Джойс — астероїд, який було названо на честь письменника.

## Переклади творів українською мовою
- Джеймс Джойс. Джакомо Джойс. Переклад Ростислава Доценка. 2004 [Архівовано 18 вересня 2009 у Wayback Machine.]
- Дублінці. Переклад Р. Скакуна, Е. Гончаренко. 2002—2006 (9 з 15 оповідань) [Архівовано 12 серпня 2015 у Wayback Machine.]
- Джеймс Джойс. Евеліна: оповідання / з англ. пер. та комент. склала Е. Гончаренко // «Всесвіт» (Київ). — 2000. — № 5/6.
- Джеймс Джойс. Поезії / з англ. пер. В. Коротич // «Всесвіт» (Київ). — 1966. — № 5.
- Джеймс Джойс. Портрет митця замолоду: розд. I, II, IV і V з роману / з англ. пер. Я. Стельмах // «Всесвіт» (Київ). — 1975. — № 6.
- Джеймс Джойс. Портрет митця замолоду. Переклад Мар'яни Прокопович [Архівовано 2 квітня 2015 у Wayback Machine.]
- Джеймс Джойс. Улісс: розд. 4, 6, 13 і 18 з роману / з англ. пер. О. Терех за ред. Г. Кочура // «Всесвіт» (Київ). — 1966. — № 5. — с. 113—141.
- Джеймс Джойс. «Я чую, як брязкає зброя на березі моря…» [вірші] / з англ. пер. В. Коптілов // «Всесвіт» (Київ). — 1980. — № 2.
- Вибрані оповідання з циклу «Дублінці». Переклала Елла ГОНЧАРЕНКО. Всесвіт № 11-12 2010 р. [Архівовано 2 квітня 2015 у Wayback Machine.]
- Джеймс Джойс. Улісс. Переклад з англійської О. Терех та О. Мокровольський. Київ: Видавництво Жупанського. — 2015 рік. — 736 с.[11][12]
- Джеймс Джойс.  Вигнанці / пер. з англ. Максим Климентьєв. — Суми : Університетська книга, 2013. — 184 с. — ISBN 978-966-680657-7.
- Джеймс Джойс. Дублінці / пер. з англ. 	Борис Превір, Максим Ларченко. — К. : Комубук, 2017. — 240 с. — ISBN 978-617-74380-5-1.
- Джеймс Джойс. Портрет митця замолоду / пер. з англ. Мар'яна Прокопович, Ярослав Стельмах. — К. : Комубук, 2017. — 288 с. — ISBN 978-617-74380-4-4.
- Джеймс Джойс. Улісс. Переклад з англійської О. Терех та О. Мокровольський. Друге видання. Київ: Видавництво Жупанського. — 2018 рік — 760 с. (з новою передмовою).
- Джеймс Джойс. Джакомо Джойс. оповідання. Переклад Ярослави Панко. Видавництво «Цивілізація», 2019 (мультимедійний проєкт:  [Архівовано 21 серпня 2019 у Wayback Machine.])